# Candace Nelson
Candace Nelson (nacida el 8 de mayo de 1974) es una pastelera estadounidense nacida en Indonesia y jueza de las series de televisión Cupcake Wars y Sugar Rush.

## Primeros años
Nelson creció en Indonesia. La repostería es de su familia, ya que su abuela francoamericana era conocida por los postres que creó en su restaurante de San Francisco en la década de 1930. Nelson se graduó de la Groton School (clase de 1991), la Universidad Wesleyan (clase de 1996) y el Programa de Pastelería Profesional de Tante Marie en San Francisco. Nelson es una galardonada con el Premio Wesleyan Distinguished Alumnus.
Antes de entrar en el negocio de la panadería, Nelson y su marido, Charles (nacido en 1969), nativo de Oklahoma, trabajó como banquero de inversión. Después del fracaso de las puntocom, Nelson decidió centrarse en la elaboración de pastelería y abrió un negocio de pasteles personalizados desde su casa en San Francisco. Más tarde, ella y Charles trasladaron el negocio a una antigua tienda de sándwiches a la antigua en Los Ángeles y comenzaron a hacer solo cupcakes.

## Sprinkles Cupcakes
El 13 de abril de 2005, la pareja abrió Sprinkles Cupcakes, la primera panadería de cupcakes del mundo. Comenzaron en una tienda de 600 pies cuadrados (56 m²) en Beverly Hills, California. Aunque el negocio de la panadería estaba en una caída de cuatro años sin carbohidratos y los primeros en ser detractores, vendieron 2.000 cupcakes la primera semana. Se describe a Nelson como teniendo una versión "sofisticada" del cupcake clásico, utilizando ingredientes de la mejor calidad como mantequilla de crema dulce, vainilla Bourbon pura Nielsen-Massey Madagascar y chocolate Callebaut. También crea ofertas poco convencionales como cupcakes veganos y sin gluten e incluso cupcakes para perros. La tienda elegante y minimalista fue diseñada por un arquitecto de Viena y el logotipo y el embalaje fueron creados por un ex empleado de Martha Stewart.
Sprinkles ahora tiene 22 ubicaciones en todo Estados Unidos, incluyendo Nueva York, con planes para abrir en 4 ciudades más, incluyendo Londres y Tokio. Los Nelson también iniciaron un "Sprinklesmobile" itinerante, una furgoneta Mercedes Sprinter diseñada por el arquitecto de Sprinkles Andrea Lenardin. En 2007, Nelson también desarrolló una línea de mezclas para cupcakes que se venden exclusivamente a través de su tienda y las tiendas Williams Sonoma en los Estados Unidos y Canadá. En 2012, Sprinkles presentó su cajero automático de cupcakes, un sistema de entrega de cupcakes sin contacto, que Nelson concibió después de un antojo nocturno de embarazo. Sprinkles ahora opera 38 cajeros automáticos de Cupcake en todo el país. Los fans de Sprinkles incluyen a Oprah Winfrey, Blake Lively, Katie Holmes, Ryan Seacrest, Tom Cruise, Barbra Streisand y Serena Williams.
En 2014, Nelson vendió Sprinkles a un grupo de capital privado.

## Carrera Televisiva
Nelson es jueza de la serie de competencia Cupcake Wars, sindicada en todo el mundo, y Sugar Rush, que fue productora ejecutiva. También ha aparecido en The Best Thing I Ever Ate, The Chef Show, y ha sido jueza en el programa Throwdown de Bobby Flay. Nelson también ha aparecido en programas de televisión, incluyendo The Today Show, Nightline, The Martha Stewart Show, Masterchef Season 10 y ha sido perfilado en la revista People. Sus cupcakes han aparecido en The Oprah Winfrey Show, la revista Bon Appetit, Food & Wine, The New York Times y Los Angeles Times.
Nelson cocreó y es productor ejecutivo del próximo concurso de cocina de pizza Best in Dough en Hulu.[cita requerida]

## Pizzana
Nelson es cofundador de Pizzana, una cadena de restaurantes de pizzería neoapolitana.

## Autora
Nelson es la autora de The Sprinkles Baking Book y Sweet Success.

## Vida Personal
Nelson reside en Los Ángeles, California, y Sun Valley, Idaho. Su casa en Sun Valley apareció en Elle Decor. Ella tiene dos hijos.